# Pop Warner Football
Pop Warner Football (Pop Warner Little Scholars) ist eine US-amerikanische Jugendsportorganisation zur Sicherstellung von Kinder- und Jugend-Football.
Da es in den USA keinen durch Sportverbände organisierten Kinder- und Jugendsport gibt, füllt diese freiwillige Organisation zusammen mit Little League Baseball diese Lücke. Sie sind nach dem erfolgreichen amerikanischen Football-Trainer Pop Warner (1871–1954) benannt und wurden 1929 gegründet. Heute spielen ca. 425.000 Kinder Football. Der Verband pflegt auch Cheerleading und Tanz.
Zum Mitspielen ist nicht nur das Training, sondern auch entsprechende schulische Leistung erforderlich. Bei der Schulung der Eltern als Übungsleiter wird vor allem auch auf die Verletzungsprophylaxe (besonders Gehirnerschütterung) geachtet. Die grundständige Übungsleiterausbildung wird mit Fernlehrbriefen organisiert.
Individuelle Preise werden nur für entsprechende schulische Leistungen, nicht für individuelle sportliche Leistungen vergeben. Die Kinder sind nicht nur nach Alters-, sondern auch nach Gewichtsklassen eingeteilt:
| Name der Gruppe | Alter | Gewicht                |
| --------------- | ----- | ---------------------- |
| Flags           | 5–7   | –                      |
| Tiny-Mite       | 5–7   | 35–75 lbs (16–34 kg)   |
| Mitey-Mite      | 7–9   | 50–100 lbs (23–45 kg)  |
| Jr. Pee Wee     | 8–10  | 65–115 lbs (29–52 kg)  |
| Pee Wee         | 9–11  | 80–130 lbs (36–59 kg)  |
| Jr. Midget      | 10–12 | 95–155 lbs (43–70 kg)  |
| Midget          | 12–14 | 110–180 lbs (50–82 kg) |
| Unlimited       | 11–14 | ab 105 lbs (ab 48 kg)  |